# Mont Heha
El Mont Heha és, amb 2.670 metres, la muntanya més alta de Burundi i el punt culminant de la serralada de les terres altes de Burundi. Es troba a la província de Bujumbura Rural, una vintena de quilòmetres a l'est del llac Tanganyika i uns 30 quilòmetres al sud-est de Bujumbura, la ciutat més gran i antiga capital de Burundi.